# Olympische Sommerspiele 1924/Teilnehmer (Japan)
| Gelbes Symbol für Goldmedaillen mit stilisierten Olympischen Ringen | Graues Symbol für Silbermedaillen mit stilisierten Olympischen Ringen | Braundes Symbol für Bronzemedaillen mit stilisierten Olympischen Ringen |
| ------------------------------------------------------------------- | --------------------------------------------------------------------- | ----------------------------------------------------------------------- |
| —                                                                   | —                                                                     | 1                                                                       |

Japan nahm an den Olympischen Sommerspielen 1924 in Paris mit einer Delegation von 19 männlichen Athleten an 21 Wettkämpfen in vier Sportarten teil. Der einzige Medaillengewinn gelang dem Ringer Naitō Katsutoshi im Federgewicht des Freistilringens mit Bronze.

## Teilnehmer nach Sportarten

### Leichtathletik
- Sasago Tani
100 m: Vorläufe
200 m: im Viertelfinale ausgeschieden

- Tokushige Noto
400 m: Vorläufe
800 m: Vorläufe
Zehnkampf: 22. Platz

- Katsuo Okazaki
5000 m: 12. Platz

- Kanaguri Shisō
Marathon: Rennen nicht beendet

- Yahei Miura
Marathon: Rennen nicht beendet

- Kikunosuke Tashiro
Marathon: Rennen nicht beendet

- Oda Mikio
Weitsprung: im Halbfinale ausgeschieden
Dreisprung: 6. Platz
Hochsprung: im Halbfinale ausgeschieden

- Seiichi Ueda
Zehnkampf: Rennen nicht beendet

### Ringen
- Naitō Katsutoshi
Federgewicht, griech.-römisch: in der 4. Runde ausgeschieden
Federgewicht, Freistil: Bronze

### Schwimmen
- Tsunenobu Ishida
100 m Brust: Vorläufe
200 m Brust: Vorläufe

- Torahiko Miyahata
100 m Freistil: im Halbfinale nicht angetreten
4 × 200-m-Freistil-Staffel: 4. Platz

- Kazuo Noda
400 m Freistil: Vorläufe
1500 m Freistil: Vorläufe
4 × 200-m-Freistil-Staffel: 4. Platz

- Kazuo Onoda
100 m Freistil: Vorläufe
1500 m Freistil: Vorläufe
4 × 200-m-Freistil-Staffel: 4. Platz

- Takahiro Saitō
100 m Rücken: im Halbfinale ausgeschieden

- Katsuo Takaishi
100 m Freistil: 5. Platz
1500 m Freistil: 5. Platz
4 × 200-m-Freistil-Staffel: 4. Platz

### Tennis
- Masanosuke Fukuda
Einzel: im Achtelfinale ausgeschieden
Doppel: in der 2. Runde ausgeschieden

- Takeichi Harada
Einzel: im Viertelfinale ausgeschieden
Doppel: in der 2. Runde ausgeschieden

- Asaji Honda
Einzel: in der 1. Runde ausgeschieden
Doppel: in der 2. Runde ausgeschieden

- Sunao Okamoto
Einzel: in der 2. Runde ausgeschieden
Doppel: in der 2. Runde ausgeschieden